# Yan Yujiang
Yan Yujiang (chinesisch 阎玉江, * 1953) ist ein ehemaliger chinesischer Badmintonspieler.

## Karriere
Yan Yujiang wurde 1977 Chinesischer Staatsmeister, wo er im Finale gegen Chen Tianlong gewann. Zwei Jahre später gewann er bei den chinesischen Nationalspielen 1979 Gold im Herreneinzel. Im Finale bezwang er dabei Han Jian. 
Als Trainer brachte er weitere Spitzensportler hervor: Yang Yang (Weltmeister 1987 und 1989), Zhao Jianhua (Weltmeister 1991), Pan Li (Asienmeisterin Damendoppel 1992; aktuelle chinesische Nationaltrainerin für Damendoppel) und Dong Jiong (Weltranglistenerster und Olympiazweiter 1996).